# Henri Quittelier
Henri Quittelier (né le 14 juillet 1884 à Saint-Josse-ten-Noode et mort le 2 juillet 1980 à Uccle) est un peintre, dessinateur et graveur belge.

## Aperçu biographique
Cet artiste peintre, aquafortiste et graveur belge a été élève à l'Académie royale des beaux-arts de Bruxelles. Ancien combattant de la guerre de 1914-1918. Cofondateur d'Uccle Centre d'Art, président, puis président d'honneur. Professeur à l’Institut des Arts et Métiers de Nivelles. Membre de l'Académie Internationale "Léonard de Vinci" de Rome. Il rencontre Edgar P. Jacobs grâce à son fils, Henri Auguste Quittelier, pour la première fois en 1919. S'ensuivront de nombreux échanges artistiques entre les deux maîtres jusqu'au décès du peintre.

## Quelques œuvres
Ayant habité Forest au 122 rue Saint-Denis, il fit plusieurs dessins de Forest dont celui de Forest aux trois oies (tirage 300 exemplaires) et celui tiré également à l'eau forte à 350 exemplaires du château de Wijngaarden (ancien château créé par l'architecte Jean-Pierre Cluysenaar pour le procureur-général Charles-Victor de Bavay)
- Sous la neige, 1939, Peinture (Université libre de Bruxelles - Archives, patrimoine, réserve précieuse)
- Wolluwé Saint-Lambert, 1929, Paysage d'hiver, Gravure (Collection particulière)